# Richvale (Kalifornija)
Richvale je naseljeno područje za statističke svrhe u američkoj saveznoj državi Kalifornija. Prema popisu stanovništva iz 2010. u njemu je živjelo 244 stanovnika.